# Atouguia
Atouguia è una freguesia del comune portoghese di Ourém. Ha una superficie di 19,50 km² e 2.460 abitanti (nel 2001). La cittadina è piuttosto povera e desolata, prevale l'agricoltura. Le abitazioni sono sparse e le vie di comunicazione scarse.